# ویتولد سادووی
ویتولد سادووی (لهستانی: Witold Sadowy؛ ‏ ۷ ژانویهٔ ۱۹۲۰ – ۱۵ نوامبر ۲۰۲۰) بازیگر، روزنامه‌نگار و مدیر روابط عمومی اهل لهستان بود.
در دوران کودکی، پدر و برادر او در جریان قیام ورشو کشته شدند و ویتولد و مادرش پس از بازپس‌گیری شهر توسط نیروهای اتحاد جماهیر شوروی سوسیالیستی به ورشو بازگشتند. نخستین اجرای حرفه‌ای او بازی در نمایشنامهٔ «شهردار استیلموند» اثر موریس مترلینک به کارگردانی «ریشارد واسیلیفسکی» بود. وی از سال ۱۹۸۵ برای روزنامهٔ گازتا ویبورچا مقاله می‌نوشت. او تعدادی کتاب در مورد تئاتر و فیلم منتشر کرد و به‌عنوان «وقایع‌نگار زندگی تئاتر ورشو» شناخته شد. اتحادیه «بازیگران تئاتر لهستان» (ZASP) نیز به عنوان قدردانی از فعالیت‌های فرهنگی-هنریش‌اش، عنوانِ «عضو برجسته» را به او اعطا کرد.
او در سن ۱۰۰ سالگی و در یک برنامهٔ تلویزیونی که به مناسب صدسالگی او تهیه شده بود برای نخستین بار فاش کرد که همجنس‌گرا بوده و از سال ۱۹۴۲ تا سال ۱۹۹۶ با «یان ریژوف» که یک مهندس لهستانی بود، رابطه داشته‌است. این آشکارسازی در مارس ۲۰۲۰ توجه ملی و بین‌المللی قابل توجهی را برانگیخت. او در ۱۵ نوامبر ۲۰۲۰ درگذشت.
از فیلم‌هایی که وی در آن‌ها نقش داشته است، می‌توان به بدشانسی و ترانه‌های ممنوعه اشاره نمود.
وی همچنین برندهٔ جوایزی همچون نشان افتخار تولد لهستان، صلیب شایستگی و نشان چهلمین سالگرد خلق لهستان شده‌است.